# لطفا منو دوست داشته باش
لطفاً منو دوست داشته باش (انگلیسی: Please Like Me) نام یک مجموعه تلویزیونی کمدی درام استرالیایی است که توسط جاش توماس ساخته شده‌است. وی نویسنده بسیاری از اپیزودها نیز بوده‌است. اولین قسمت این مجموعه تلویزیونی در ۲۸ فوریه ۲۰۱۳ در شبکه ABC2 در استرالیا پخش شد.